# Heinrich Lübke
Heinrich Lübke (Enkhausen, 1894. október 14. – Bonn, 1972. április 6.) konzervatív német politikus, 1959 és 1969 között a Német Szövetségi Köztársaság elnöke. Államfői tisztségét megelőzően 1953 és 1959 között Konrad Adenauer kormányában mezőgazdasági miniszter volt.

## Pályafutása
1913-ban agrártudományt, geodéziát, mezőgazdasági művelési technikát kezdett tanulni Bonnban. Részt vett az első világháborúban, majd közgazdaságtant, közigazgatási jogot, földjogot, földrendezést tanult Münsterben és Berlinben. 1923 és 1933 között agrárszervezetek élén állt Berlinben. Kezdeményezésére egyesültek a kis- és középparaszti tömörülések a Német Parasztság nevű szervezetbe, amelynek vezetését 1926-ban átvette. 1931–1933-ban a Német Centrum Párt képviselője a Porosz Szabadállam tartományi gyűlésben. 1933-ban a nemzetiszocialisták felfüggesztették, vizsgálati fogságban töltött 20 hónapot korrupció vádja miatt, amit végül elejtettek.
1937-től az építőiparban helyezkedett el és területrendezéssel foglalkozott. 1939–1945-ig Walter Schlempp építész földmérő mérnökként és építésvezetőként alkalmazta, az iroda pedig a birodalmi munkaszolgálat keretében Albert Speernek dolgozott. Lübke Peenemündében a Wehrmacht rakétakísérleti és fejlesztő állomásán vezette az építkezést Schlempp helyetteseként. A szövetségesek bombázása miatt földalatti hangárokat alakítottak ki, ahol a vadászrepülőgépeket szerelték össze. A Schlempp-iroda tervezte és építette a Langenstein-Zwieberge munkatábor barakkjait is.
A háború után a Kereszténydemokrata Unió tagja, és 1946 októberétől Észak-Rajna-Vesztfália tartományi gyűlésében képviselő. 1947 és 1952 között a tartományi kormányban a mezőgazdaságért, élelmezésért és az erdőgazdálkodásért felelős miniszter. 1949-ben a Bundestag agrárpolitikai bizottságának elnöke. 1953 és 1959 között mezőgazdasági, élelmezési és erdőgazdálkodási miniszter Konrad Adenauer kormányában és részt vett az Európai Gazdasági Közösség közös agrárpiacának fejlesztésében.
1959-ben köztársasági elnökké választották. Nagy hangsúlyt fektetett a fejlődő országokkal kialakítandó gazdasági együttműködésre, az éhség sújtotta területek megsegítésére. 1964-ben újraválasztották.
1968 áprilisában Peendemündében tömegsírra bukkantak a helyi lakosok bejelentése alapján. Felmerült a gyanú, hogy a rakétafejlesztő állomás közelében külső koncentrációs tábor is létezett és az internáltak dolgoztak az építkezéseken. Az NDK Állambiztonsági Minisztériuma olyan archív építési tervrajzokat talált, amelyeken nagy valószínűséggel Lübke aláírása látható. Németországban is támadták múltja miatt. Nem mondhatott le azonnal, mert azzal elismerte volna felelősségét. Hanyatló egészségi állapota és az ellene folytatott egyre erősödő kampány hatására 10 héttel mandátumának vége előtt lemondott.